# Тара (город)
Та́ра (от названия реки Тара, которое, в свою очередь, произошло от сиб. 
Тар — узкая, неширокая (река)) — самый северный, старейший и второй по величине город в Омской области, самый крупный из пяти малых городов Омской области. Административный центр Тарского муниципального района и Тарского городского поселения.

## Этимология
Название происходит от гидронима Тара. Первоначально город был основан в 1594 году в устье реки Тара (приток Иртыша), в 1669 году перенесён на новое место ниже по течению Иртыша, но название Тара при этом было сохранено. Гидроним в XVI веке зафиксирован как Тар, позже, в русском употреблении Тара. Известна этимология из татарского тар — «неширокий, узкий», допускается переосмысление уральского слова (с)ар с первоначальным значением «ответвление» («приток реки») .

## Физико-географическая характеристика
Расположен на западно-сибирской плите, на левом берегу Иртыша, в 302 км от Омска, в 285 км от железнодорожной станции Любинская.
Город расположен в подтаёжной полосе Западно-Сибирской низменности. Природные условия идентичны северной зоне Сибири. Здесь начинается зона смешанных лесов — подтаёжная полоса Прииртышья. Обширные степи сменяются урманами. Лиственные породы северных широт — берёза, осина, ива — соседствуют с елью, лиственницей, сосной. Местами на увалах поднимаются стены густо пахнущих смолой пихтачей и синеют шапки кряжистых кедров. Чернозёмные почвы сменяются дёрновыми подзолами и серыми лесными почвами. Но в пределах города естественных лесных массивов нет, кроме небольшой берёзовой рощи в юго-восточной части и подступающей с северо-запада Чекрушанской рощи. Почвы пригодны для произрастания зелёных насаждений. Городская территория в основном имеет естественный травяной покров.
В целом инженерно-геологические свойства грунтов допускают строительство жилых общественных и промышленных зданий. Ряд городских территорий требует инженерной подготовки. При проектировании и строительстве зданий и сооружений в каждом отдельном случае необходимо тщательно исследовать выбираемый для строительства участок.
Город расположен на двух террасах — верхней и нижнепойменной. В пределах террас рельеф плоский, но перепад между уровнями террас достигает 10—12 м. На большей части территории города, не имеющей явно выраженного уклона, наблюдаются местные понижения рельефа, в которых происходит скопление талых и атмосферно-осадочных вод, способствующих заболачиванию отдельных участков городской территории. Верхняя терраса Тары прорезана руслом реки Аркарка с крутыми (иногда обрывистыми) берегами высотой до 10 и более м. Аркарка отсекает юго-восточную часть города от основного городского массива. Выйдя в Прииртышскую пойму, она прокладывает извилистое русло вдоль крутого склона верхней террасы.
| С-З | Тобольск ~ 887 км Ханты-Мансийск ~ 1573 км                  | Нижневартовск ~ 1691 км Сургут ~ 1458 км           |                                        | С-В |
| З   | Тюмень ~ 837 км Ишим ~ 546 км Санкт-Петербург ~ 3200 км     | Роза ветров                                        | Томск ~ 1201 км                        | В   |
| Ю-З | Исилькуль ~ 433 км Петропавловск ~ 558 км Кокшетау ~ 685 км | Омск ~ 302 км Калачинск ~ 388 км Павлодар ~ 714 км | Новосибирск ~ 965 км Барнаул ~ 1209 км | Ю-В |

### Часовой пояс
Тара находится в часовой зоне МСК+3. Смещение применяемого времени относительно UTC составляет +6:00.

### Климат
Климат умеренный континентальный. Континентальность климата высока, разница между средней температурой самого тёплого месяца (+18,8 °C) и средней температурой самого холодного месяца (−17,4 °C) составляет 36,2 °C (для сравнения, в Москве — всего 25,9 °C).
- Среднегодовая температура воздуха — +1,0 °С.
- Среднегодовая относительная влажность воздуха — 73 %. Среднемесячная влажность — от 58 % в мае до 81 % в ноябре.
- Среднегодовая скорость ветра — 2,8 м/с. Среднемесячная скорость — от 2,3 м/с в июле и августе до 3,2 м/с в апреле и мае[10].

| Показатель              | Янв.  | Фев.  | Март  | Апр.  | Май  | Июнь | Июль | Авг. | Сен. | Окт.  | Нояб. | Дек.  | Год   |
| ----------------------- | ----- | ----- | ----- | ----- | ---- | ---- | ---- | ---- | ---- | ----- | ----- | ----- | ----- |
| Абсолютный максимум, °C | 3,9   | 4,1   | 12,4  | 29,6  | 36,4 | 35,0 | 37,7 | 34,5 | 32,5 | 22,9  | 11,1  | 4,7   | 37,7  |
| Средняя температура, °C | −17,4 | −15,9 | −7,5  | 2,2   | 10,9 | 16,8 | 18,8 | 15,6 | 9,1  | 2,4   | −8,2  | −15,2 | 1,0   |
| Абсолютный минимум, °C  | −49,2 | −46,6 | −39,5 | −30,1 | −12  | −2,2 | 0,0  | −3   | −9,3 | −25,6 | −47,7 | −50,1 | −50,1 |
| Норма осадков, мм       | 23    | 15    | 16    | 24    | 41   | 59   | 59   | 61   | 49   | 36    | 32    | 29    | 444   |
| Источник: .             |       |       |       |       |      |      |      |      |      |       |       |       |       |

| Показатель                                | Янв.  | Фев.  | Март  | Апр.  | Май  | Июнь | Июль | Авг. | Сен. | Окт.  | Нояб. | Дек.  | Год   |
| ----------------------------------------- | ----- | ----- | ----- | ----- | ---- | ---- | ---- | ---- | ---- | ----- | ----- | ----- | ----- |
| Абсолютный максимум, °C                   | 3,9   | 5,1   | 13,2  | 29,6  | 36,4 | 35,8 | 37,7 | 34,5 | 32,5 | 22,9  | 11,1  | 4,7   | 37,7  |
| Средний суточный максимум, °C             | −14,7 | −12,3 | −4,2  | 6,4   | 15,9 | 22,0 | 23,9 | 20,6 | 15,0 | 4,8   | −5,4  | −12   | 5,0   |
| Средняя температура, °C                   | −18,8 | −17,5 | −10   | 1,5   | 9,9  | 16,1 | 18,4 | 15,0 | 9,2  | 1,0   | −9,3  | −16,4 | 0,0   |
| Средний суточный минимум, °C              | −24   | −23,2 | −16   | −3,5  | 3,7  | 9,6  | 12,4 | 9,5  | 4,4  | −2,7  | −13,3 | −21,1 | −5,3  |
| Абсолютный минимум, °C                    | −48,8 | −46,6 | −39,5 | −30,1 | −12  | −3,5 | 0,0  | −3   | −9,3 | −30,8 | −47,7 | −50,1 | −50,1 |
| Норма осадков, мм                         | 15,8  | 11,3  | 13,3  | 22,2  | 37,8 | 60,6 | 74,1 | 58,3 | 41,7 | 34,7  | 24,6  | 21,4  | 415   |
| Источник: Thermo Karelia.Ru World Climate |       |       |       |       |      |      |      |      |      |       |       |       |       |

В апреле 2010 года температура в Таре повысилась до рекордных +29.6°, впервые в истории были взяты округлённым +30° для апреля, а 31 августа 2010 достигла +32.7°, что стало новым абсолютным максимумом второй половины августа в конечный день лета, и также 21-22 августа 2010 достигала +31.5°, что также выше рекордов соседних дней, 1 сентября 2010 +26° уже не стала рекордной резко снизясь, а в январе 1996 была отмечена самая низкая температура и два рекордных минимума −49.2° и −45.9°, что в точности равно абсолютному минимуму следующей второй декаде января в Красноярске. Интересно, что в мае 2004 года самая высокая температура в Таре была почти на градус выше самого Омска, и в точности соответствовала самой высокой температуре июня 2006 года в самом Омске-те же +36.4°. Годовой перепад температуры равен 87,8°. Июньский максимум Тары пока ещё не достиг майского, а максимумы октября и ноября на 4,5°-5° меньше Омска и притом в июле максимум более градуса выше Красноярска (+36.5°), при лишь несколько более северной широте. При этом мартовские морозы никогда не достигали чистых −40°, а среднегодовая температура ровно 0°, а в 20 веке была слегка ниже нуля. Сентябрьский максимум очень похож на Москву и Тверь, и лишь едва менее Омска, теоретически в Таре его максимум может превысить +33, за день до сентября в 2010 году температура превысила его текущий максимум, хотя во второй половине лета наивысшие температуры резко убывают-в августе максимум на 2° градуса ниже майского. Интересно что в феврале 2016 года хотя также, как и практически везде по Омской области, был перекрыт абсолютный зимний плюсовой максимум, разница в прогреве с Тевризом в тот день составила аж +4.1, где были отмечены самые рекордные для омской календарной зимы +9.2.

## История
Город Тара основан на месте татарского городка Ялом, в 1594 году князем Андреем Елецким и отрядом служилых русских и татар. Самое первое русское поселение на территории современной Омской области.
Из царского наказа Андрею Елецкому: «Идти город ставить вверх Иртыша на Тару-реку, где бы государю было впредь прибыльнее, чтоб пашню завести и Кучума царя истеснить и соль завести…». Но место в устье реки Тара оказалось непригодно для постройки Тарской крепости и заведению пашни, поэтому для закладки города выбрали место ниже по Иртышу, на берегу реки Аркарка. Тем не менее, название городу дала река Тара.
Существует версия, согласно которой изначально город действительно построили в устье реки Тара. Затем, в 1669 году, после пожара или большого наводнения его перенесли на настоящее место. (Пожар в 1669-м — факт достоверный. О наводнении в этом году указано только в энциклопедическом словаре Брокгауза и Ефрона). В настоящее время недалеко от посёлка Усть-Тара и в историческом центре города Тары ведутся археологические раскопки, призванные установить место первоначального возникновения города.
Тара стала первым русским поселением на территории современной Омской области. Первой городской постройкой стала Успенская церковь, а 15 августа (по старому стилю, праздник Успения Пресвятой Богородицы) считается днём основания Тары.
В 1598 году высланный из Тары отряд стрельцов, казаков и служилых татар Андрея Воейкова настиг отряд хана Кучума на речке Ирмени, притоке Оби, и разбил его. Тара выполнила историческую миссию, начатую Ермаком, и Сибирь стала частью Русского государства.
Развитию города Тары способствовала дорога из Тобольска в Томск и торговля с Бухарой, Ташкентом, Китаем, откуда ежегодно приходили торговые караваны. Продавали собольи, беличьи, лисьи, горностаевые меха; покупали шелка, чай, фрукты.

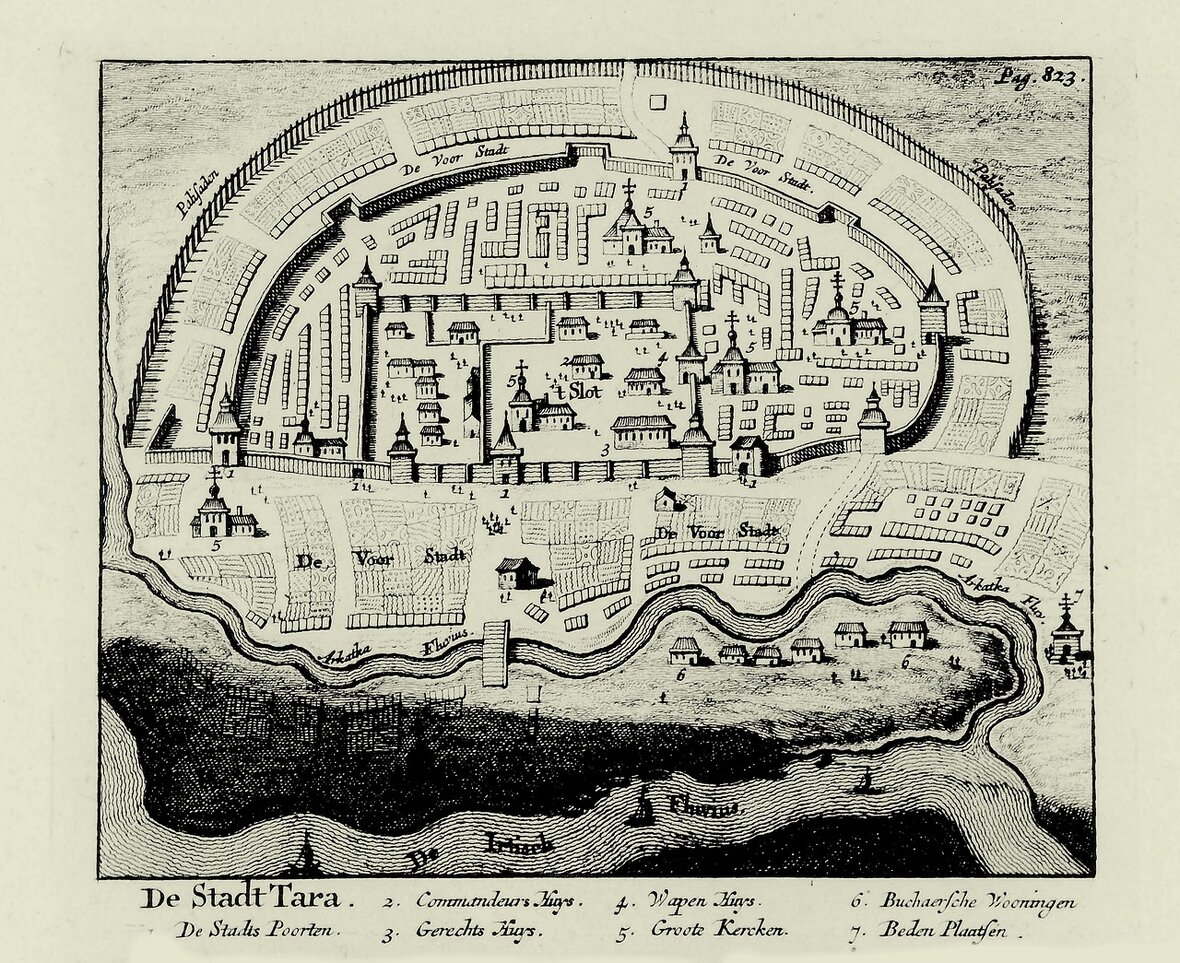
Николаас Витсен. Тара в конце XVII века

В 1599 году за речкой Чекруша была заведена первая «государева десятинная пашня». Служилые люди из Тары первыми в Сибири разведали несколько солёных озёр. Тара являлась пионером в снабжении населения Западной Сибири солью.
В 1608 году вокруг Тары находились кибитки калмыков, об этом гласит один из русских архивных документов:"Колматские тайши и улусные люди отправились войти в Казацкую Орду, оставив своих жен и детей, а также стада скота в своих улусах на нашей территории от города Тары на 10 дней". В 1624 году в Таре насчитывалось 263 двора, а общая численность населения составляла 1300 человек. В 1634 году город был осажден калмыками. Тара неоднократно страдала от пожаров, в 1669 году сгорело 380 дворов, сторожевые башни и тын Тарской крепости, Пятницкая и Спасская церкви. Но к концу XVII века город отстроили, а в начале XVIII века разросшийся посад перекинулся за острожную стену и был обнесён земляным валом. Во время второго пожара в 1709 году сгорело 380 дворов в посаде, 300 за его пределами, 29 татарских юрт. Население Тары к тому времени увеличилось до 3000 человек.

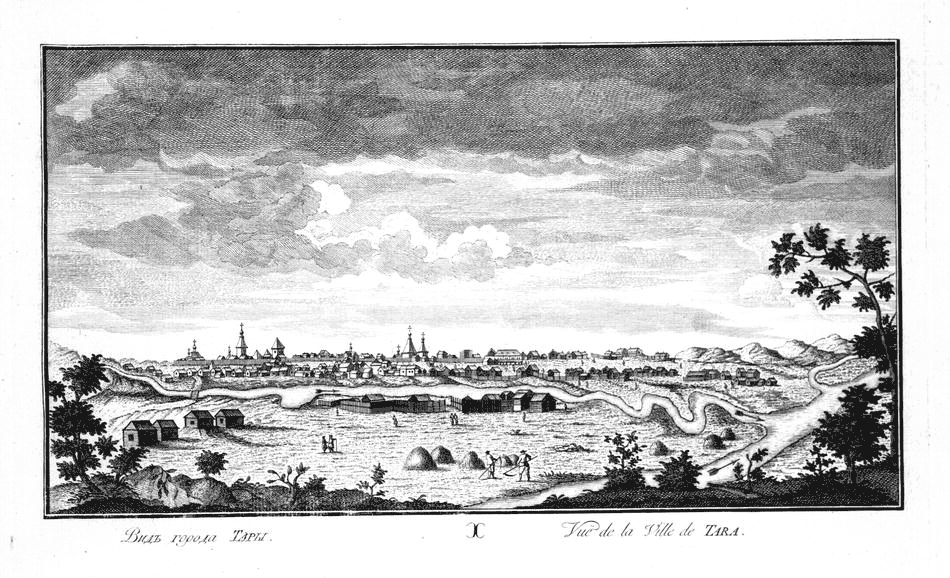
Гравюра с изображением города Тары, выполненная в середине XVIII века с рисунков художников И. В. Люрсениуса и И. Беркхана, участвовавших во второй Камчатской экспедиции

В 1708 году город Тара был включён в состав учреждённой Сибирской губернии.
В 1722 году часть служивого населения Тары отказалась присягать наследникам Петра I, начался Тарский бунт. Из Тобольска в Тару прибыл карательный отряд полковника Батасова. Семьдесят мятежников укрылись в доме полковника Немчинова. 26 июня 1722 года 49 мятежников сдались, а остальные подорвали себя пороховым зарядом. Пятеро из них погибли, выживших лечили, отложив их казнь до выздоровления. После массовых казней численность жителей Тары сократилась почти вдвое, разорено было 500 лучших домов, отчего «город Тара прежнего могущества и красоты, и многолюдства весьма лишился».
В 1782 году Тара становится уездным городом Тобольской губернии, а 17 марта 1785 года Высочайше пожалован гербом.
Город Тара со дня основания был местом ссылки. Первыми ссыльными были крестьяне, мастеровые, провинившиеся стрельцы, посадские люди, военнопленные литовцы и поляки. В ссылке в Таре были князь ростовский, ладожские стрельцы, восставшие в приднепровских степях крестьяне, пугачёвцы и др. В 60-е годы XIX века вблизи Тары основан Екатерининский казённый винокуренный завод, где основную рабочую силу составляли ссыльные. В 1791 г. через Тару проследовал первый русский революционер — А. Н. Радищев. Группа декабристов отбывала ссылку в Таре, в том числе видный деятель «Северного союза» В. И. Штейнгель. С 60-х годов XIX века начинается второй период русского революционного движения. В 60-е годы увеличивается поток политических ссыльных. В 70-е годы в ссылку прибывают революционеры-разночинцы, пропагандисты-народники. Экономическое положение ссыльных было исключительно тяжёлым. Им не разрешалось получать денежные переводы, а найти работу было невозможно. Ссыльные открывали мастерские, устраивали коммуны.
Значение Тары существенно уменьшилось после того, как в начале XIX века дорога была перенесена дальше к югу, пройдя вместо Тары через Ишим и Омск и, особенно, после сооружения, в самом конце XIX века, Сибирской железной дороги, также прошедшей мимо города.

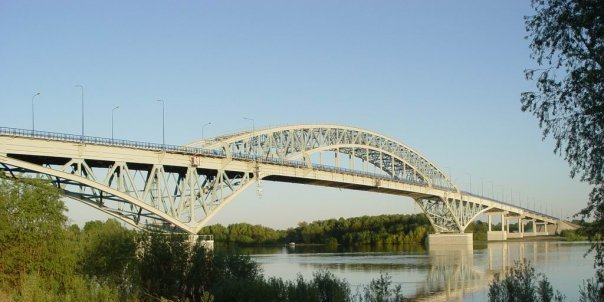
Самсоновский мост

В марте 1918 года в Таре состоялся первый уездный съезд Советов, провозгласивший советскую власть. Просуществовал первый Тарский Совдеп лишь три месяца. С июня 1918 по 16 ноября 1919 года город находился под контролем белых правительств, в том числе с ноября 1918 года — правительства А. В. Колчака. 1919 год вошёл в историю как период активных партизанских действий отряда Артёма Ивановича Избышева.
В январе 1920 года в Таре началось издание местной газеты.
В годы Великой Отечественной войны на фронтах воевало 16 тысяч тарчан, почти 7 тысяч погибло.
Сегодня Тара — второй по величине районный центр Омской области, крупный административный центр, выполняющий ряд функций для всего севера Омской области. В данный момент, в связи с вводом в эксплуатацию в 2004 году постоянного автомобильного моста через реку Иртыш (мост «Самсоновский») продолжается строительство автомагистрали Томск—Тара—Тобольск, северной параллели железной дороге.

### Исторические названия улиц
С приходом к власти большевиков, в Таре была переименована большая часть дореволюционных названий улиц.
| Дореволюционные названия | Современные (советские) названия |
| ------------------------ | -------------------------------- |
| Зелёная улица            | Ленина                           |
| Катовская улица          | Калинина                         |
| Ратушинская улица        | Дзержинского                     |
| Лапинский переулок       | ул. Мира                         |
| Полицейский переулок     | ул. 40 лет ВЛКСМ                 |
| Щербаковский переулок    | ул. Кирова                       |
| Солдатская улица         | Красноармейская                  |
| Пятницкий переулок       | ул. Избышева                     |

## Символика города
17 марта 1785 года вместе с другими городами Тобольского наместничества был утверждён герб города Тары. Описание герба гласило: 
В верхней половине щита на голубом поле изображена золотая пирамида, со знамёнами, барабанами и алебардами – герб Тобольский. В нижней половине - изображён бегущий серебряный горностай в зелёном поле, олицетворяющий изобилие и особую доброту горностаев в этом округе.

Неутверждённый проект герба Тары 1865 года: 
Щит горностаевый полный. В вольной части герб Тобольской губернии. Щит увенчан серебряной башенной короной о трёх зубцах, за щитом накрест положены два золотые молотка, соединённые Александровской лентой.

Описание современного герба, принятого 17 апреля 2009 года Советом Тарского муниципального образования: 
В зелёном поле серебряный бегущий горностай с червлёным языком и чёрным кончиком хвоста. Щит увенчан золотой муниципальной короной установленного образца.

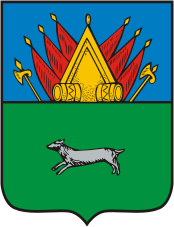
1785 год
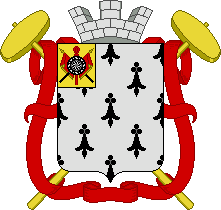
1865 год (неутверждённый)
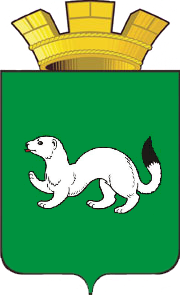
2009 год

## Население
| 1594    | 1624    | 1709    | 1805    | 1823    | 1825    | 1833    | 1840    | 1847    | 1851    | 1856    | 1858    | 1862    |
| ------- | ------- | ------- | ------- | ------- | ------- | ------- | ------- | ------- | ------- | ------- | ------- | ------- |
| 320     | ↗1300   | ↗3000   | ↗3811   | ↗4273   | ↗4298   | ↗4598   | ↗5086   | ↘4759   | ↗4884   | ↗5192   | ↗5326   | ↘5048   |
| 1868    | 1873    | 1879    | 1884    | 1888    | 1890    | 1891    | 1892    | 1897    | 1900    | 1903    | 1906    | 1907    |
| ↗7091   | ↘7019   | ↗7712   | ↗8238   | ↗9977   | ↘8097   | ↘6483   | ↘6440   | ↗7223   | ↗7446   | ↗8238   | ↗8484   | ↘8308   |
| 1913    | 1926    | 1931    | 1959    | 1967    | 1970    | 1979    | 1989    | 1992    | 2000    | 2001    | 2002    | 2003    |
| ↗11 200 | ↘10 345 | ↘9700   | ↗22 646 | ↗23 000 | ↘22 358 | ↗23 248 | ↗26 152 | ↘26 000 | →26 000 | ↗26 400 | ↗26 888 | ↗26 900 |
| 2005    | 2006    | 2009    | 2010    | 2011    | 2012    | 2013    | 2014    | 2015    | 2016    | 2017    | 2018    | 2019    |
| →26 900 | ↘26 800 | ↘26 613 | ↗27 318 | ↘27 273 | ↗27 641 | ↗27 740 | ↗27 839 | ↗27 922 | ↗28 012 | ↗28 116 | ↘28 099 | ↘27 975 |
| 2020    | 2021    | 2023    | 2025    |         |         |         |         |         |         |         |         |         |
| ↗28 241 | ↘26 878 | ↗27 146 | ↘26 874 |         |         |         |         |         |         |         |         |         |

На 1 января 2025 года по численности населения город находился на 536-м месте из 1124 городов Российской Федерации.
Большую часть населения составляют русские.

## Люди, связанные с городом
- Михаил Ульянов — советский и российский актёр театра и кино, режиссёр, педагог, общественный деятель, Герой Социалистического Труда (1986), народный артист СССР (1969), заслуженный деятель культуры Польши (1974), лауреат Ленинской премии (1966), Государственной премии СССР (1983), Государственной премии РСФСР им. К. С. Станиславского (1975), художественный руководитель Государственного академического театра им. Е.Б. Вахтангова (1987—2007), председатель Союза театральных деятелей РСФСР—РФ (1986—1996).
- Владимир Викулов — советский и российский инженер, хозяйственный деятель, Герой Социалистического Труда (1990), генеральный директор производственного объединения «Братскгэсстрой» (1988—2013).
- Константин Высоцкий — дореволюционный издатель и предприниматель, основатель первых в Тобольской губернии частных типографии и газеты.
- Николай Данилов — советский и российский экономист, доктор экономических наук, профессор, заведующий кафедрой энергосбережения Уральского государственного университета им. А. М. Горького (1999—2014).
- Алексей Найчук — советский и российский актёр театра и кино, народный артист РСФСР (1976), ведущий артист Драматического театра Северного флота (1951—1994).
- Дмитрий Рожковский — советский астрофизик, изобретатель, доктор физико-математических наук, профессор, заслуженный деятель науки Казахской ССР (1960), главный научный сотрудник Института астрономии и физики АН Казахской ССР (1961—1991).
- Николай Степанов — дореволюционный и советский горный инженер, технолог и физико-химик, доктор химических наук, профессор, заместитель директора по научной работе Института физико-химического анализа АН СССР (1929—1938), член-корреспондент АН СССР (1929).
- Павел Степанов — советский геолог, доктор геолого-минералогических наук, профессор, член Президиума АН СССР (1942—1946), академик АН СССР (1939).
- Андрей Позднухов — российский рэп-исполнитель, основатель и участник группы «25/17», бывший участник группы «Ртуть».
- Наталья Баскакова — российский филолог, организатор образования, кандидат философских наук, доцент, ректор Чувашского государственного института культуры и искусств (с 2015).

## Транспорт
Автотранспортное предприятие, речной порт, аэропорт хозяйственного назначения (ОАО «Омский аэропорт», аэропорт Тара). Город связан регулярными автобусными рейсами с Омском, населёнными пунктами Тарского района и др. районов Омской области. Ближайшая железнодорожная станция — станция Любинская (285 км от Тары). Ближайший крупный пассажирский аэропорт — «Омск-Центральный», Омск.

## Инфраструктура
Жилищно-коммунальное хозяйство

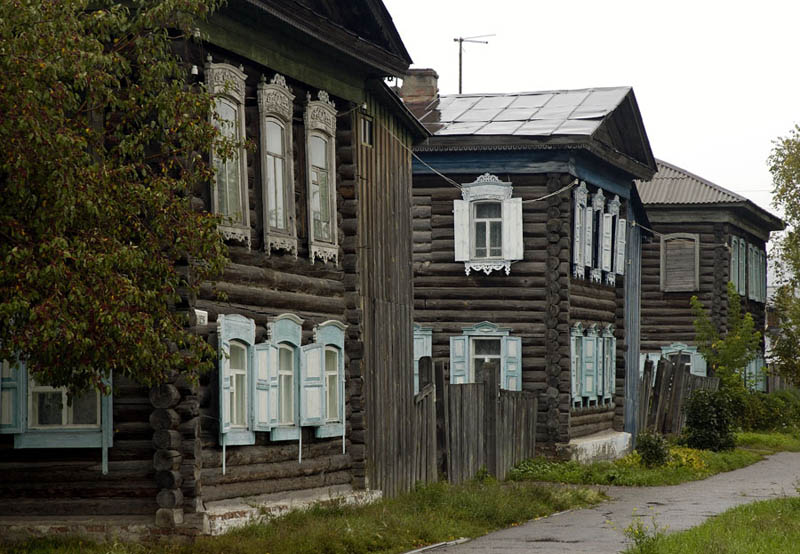
Двухэтажная деревянная Тара

Площадь жилого фонда в Таре увеличивается в основном за счёт индивидуального жилищного строительства. Сегодня в стадии строительства на разных этапах завершённости находится более 200 домов.
Впервые за много лет возобновилось строительство многоэтажного жилья. С 2007 по 2008 гг. были сданы в эксплуатацию 2 многоквартирных железобетонных дома. В настоящее время ведутся работы по привлечению новых инвесторов для застройки многоквартирными жилыми домами свободных территорий города.
Острой остаётся проблема двухэтажного деревянного многоквартирного жилья, построенного в первой половине XX века. Всего в Таре 89 деревянных двухэтажных домов. Значительная часть этих домов признана ветхими или находится в аварийном состоянии.
Землепользование

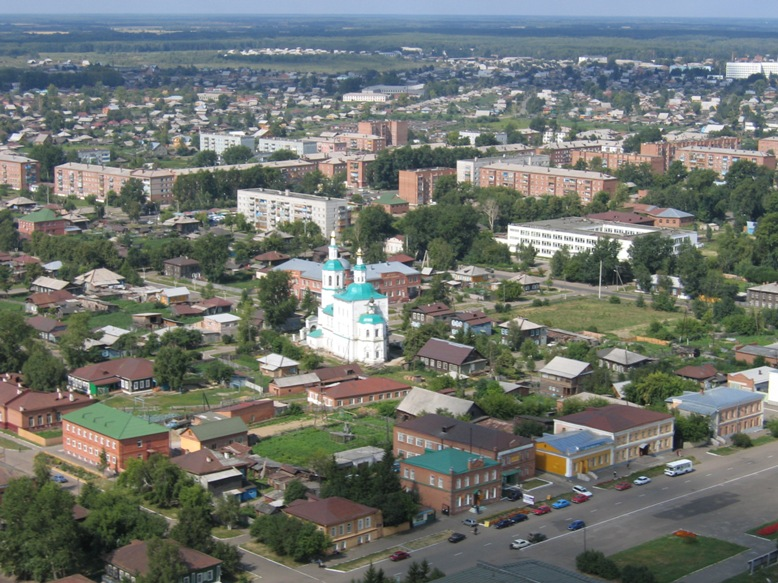
Панорама Тары

Общая площадь городских земель в пределах городской черты — 11 864 га, в том числе площадь застроенных земель — 1383 га. Общая площадь зелёных насаждений в пределах городской черты — 600 га: парки, скверы — 47 га, городские леса — 493 га, озеленение улично-дорожной сети — 60 га. Земля является одним из источников наполнения бюджета. В 2007 г. в городской бюджет поступило 4 642,7 тыс. руб. в виде земельного налога, в 2008 г. — 3 235, 1 тыс. руб., в 2009 г. планируется поступление 3 750 тыс.руб. Продажа земельных участков и сдача в аренду земель, находящихся в муниципальной собственности, также является источником пополнения городского бюджета. В связи с этим в Администрации города активизируется муниципальный земельный контроль по выявлению неэффективных землепользователей для увеличения налогооблагаемой базы.
18 декабря 2008 г. Решением Совета Тарского городского поселения были утверждены «Правила землепользования и застройки Тарского городского поселения Тарского муниципального района Омской области». Цель Правил — создание условий для устойчивого развития территории города, сохранения окружающей среды и объектов культурного наследия, создания условий для планировки территории, привлечения инвестиций, обеспечения прав физических и юридических лиц.
В настоящее время ведутся работы по межеванию земельных участков под многоквартирными жилыми домами.

## Экономика
- Тарский завод «Кварц» — филиал Омского производственного объединения «Иртыш»
- Крапивинское нефтяное месторождение
- Циркон-Ильменитовое месторождение
- Маслозавод
- Хлебозавод
- Мясокомбинат

## Образование
Система обучения города представлена разветвлённой сетью учреждений всех уровней. В городе работают 9 дневных общеобразовательных школ и 1 гимназия. Имеются 10 дошкольных воспитательных учреждений. Сохранены и работают 6 учреждений дополнительного образования детей.
Тарчане имеют возможность получить высшее педагогическое и агрономическое образование, не уезжая из дома. Кроме этого, в городе работают пять средне-профессиональных учебных заведений.
Высшие учебные заведения
- Филиал Омского государственного педагогического университета
- Филиал Омского государственного аграрного университета

Средние учебные заведения
- Тарский индустриально-педагогический колледж
- Тарский филиал Омского областного медицинского колледжа

Учреждения дополнительного образования
Направления: техническое («Станция юных техников»), художественно-эстетическое («Школа искусств»), туристско-краеведческое («Станция юных туристов»), эколого-биологическое («Станция юных натуралистов»), центр ДЮТ, центр творческого развития и гуманитарного образования (Дом Учителя).

## Культура и искусство
В городе действуют: Омский государственный Северный драматический театр имени М. А. Ульянова, Тарский культурно-досуговый центр «Север», Тарская центральная районная библиотека. Имеется несколько музеев: Тарский историко-краеведческий музей, Тарский художественный музей, Музей 2-й Ленинградской военной морской спецшколы, Краеведческий музей Самсоновской средней школы и Музей истории с. Екатерининское.
В 2003—2005 годах Наталья Ривера была (с 2003) идеологом и руководителем действовавшего в городе Таре Омской области сообщества с «хулиганским» названием «Живое общество поэтического андеграунда» (аббревиатуру предпочитали не приводить); под таким же названием под редакторством Натальи Риверы ограниченным тиражом издавались поэтические сборники (самиздатовский альманах), где кроме стихов самой Риверы публиковались стихи местных поэтов (в частности, публиковались поэт и лидер музыкальной группы «Дребезги» Сергей Попиков из села Знаменское, член клуба «Вечера на Александровской» Сергей Ковалёв, и многие другие). В этот период (к 2005) сочинители поэтических текстов в городе делились на два полемизирующих друг с другом сообщества (другое — «Ловцы слов», к которому примыкали «традиционалисты»). «Живое общество поэтического андеграунда» объединяло «злых и веселых», чьи сочинения попадали к Наталье Ривере, которая составляла сборники (набирала стихи на компьютере и распечатывала в 15-20 экземплярах, которые продавались по 15-20 рублей, чтобы окупить затраты на бумагу и краску).

## Спорт
В городе Тара находится станция туристов. Действует спортивная школа. Одним из самых значительных событий спортивной жизни города Тары является Открытое первенство Тарского района по полумарафону ежегодно проводимый в первых числах сентября. Имеется хоккейный клуб «Соболь» и ледовая арена «Олимп».

## Средства массовой информации
Радиостанции
| Название                           | Частота (МГц) |
| ---------------------------------- | ------------- |
| Радио России / ГТРК Иртыш (Молчит) | 68,39         |
| Радио Маяк (Молчит)                | 69,92         |
| Радио России / ГТРК Иртыш          | 101,4         |
| Европа Плюс                        | 101,9         |
| Радио 3                            | 102.4         |
| Радио Монте-Карло                  | 106,2         |

Пресса
В Таре издаётся газета «Тарское Прииртышье». Выходит еженедельно по четвергам. Тираж — более 10000 экземпляров.
Так же вышли в свет ещё два издания — «Тарский курьер» (выходила в 2012—2013 гг.) и бесплатная еженедельная газета «В каждом доме» (выходит с марта 2012 г.)
Телевидение
С 21 ноября 2018 года в Таре вещают 20 российских телеканалов.

## Религия
С 6 июня 2012 года Тара является центром Тарской и Тюкалинской епархии Русской Православной Церкви. Правящий архиерей — епископ Викентий (Брылеев). Тарская епархия входит в состав Омской митрополии.
Религиозные сооружения в Таре представлены Спасским кафедральным собором и мечетью. Ранее здесь располагались Казанско-Богородицкая церковь, Параскевиевская церковь, церковь в честь Успения Божией Матери, Никольский собор и Тихвинской иконы Божией Матери церковь (кладбищенкская) — ныне снесены.